# Stazione di Musashi-Mizonokuchi
La stazione di Musashi-Mizonokuchi (武蔵溝ノ口駅?, Musashi-Mizonokuchi-eki) è una stazione ferroviaria di interscambio situata nel quartiere di Takatsu-ku della città di Kawasaki, nella prefettura di Kanagawa in Giappone. Contigua è presente la stazione di Mizonokuchi delle Ferrovie Tōkyū con cui è possibile effettuare un rapido interscambio.

## Linee
East Japan Railway Company
■ Linea Nambu

## Struttura
La stazione è realizzata in superficie con un marciapiede laterale e uno a isola con tre binari totali.
| 1 | ■ Linea Nambu |                                          | per Musashi-Kosugi, e Kawasaki           |
| 2 | ■ Linea Nambu |                                          | per Noborito, Fuchū-Hommachi e Tachikawa |
| 3 | ■ Linea Nambu |                                          | per Musashi-Kosugi e Kawasaki            |
| 3 | ■ Linea Nambu | per Noborito, Fuchū-Hommachi e Tachikawa |                                          |

## Stazioni adiacenti
| «              | Servizio    | »           |
| Linea Nambu    | Linea Nambu | Linea Nambu |
| -------------- | ----------- | ----------- |
| Musashi-Shinjō | Locale      | Tsudayama   |
| Musashi-Shinjō | Rapido      | Noborito    |